# シネマテーク・スイス

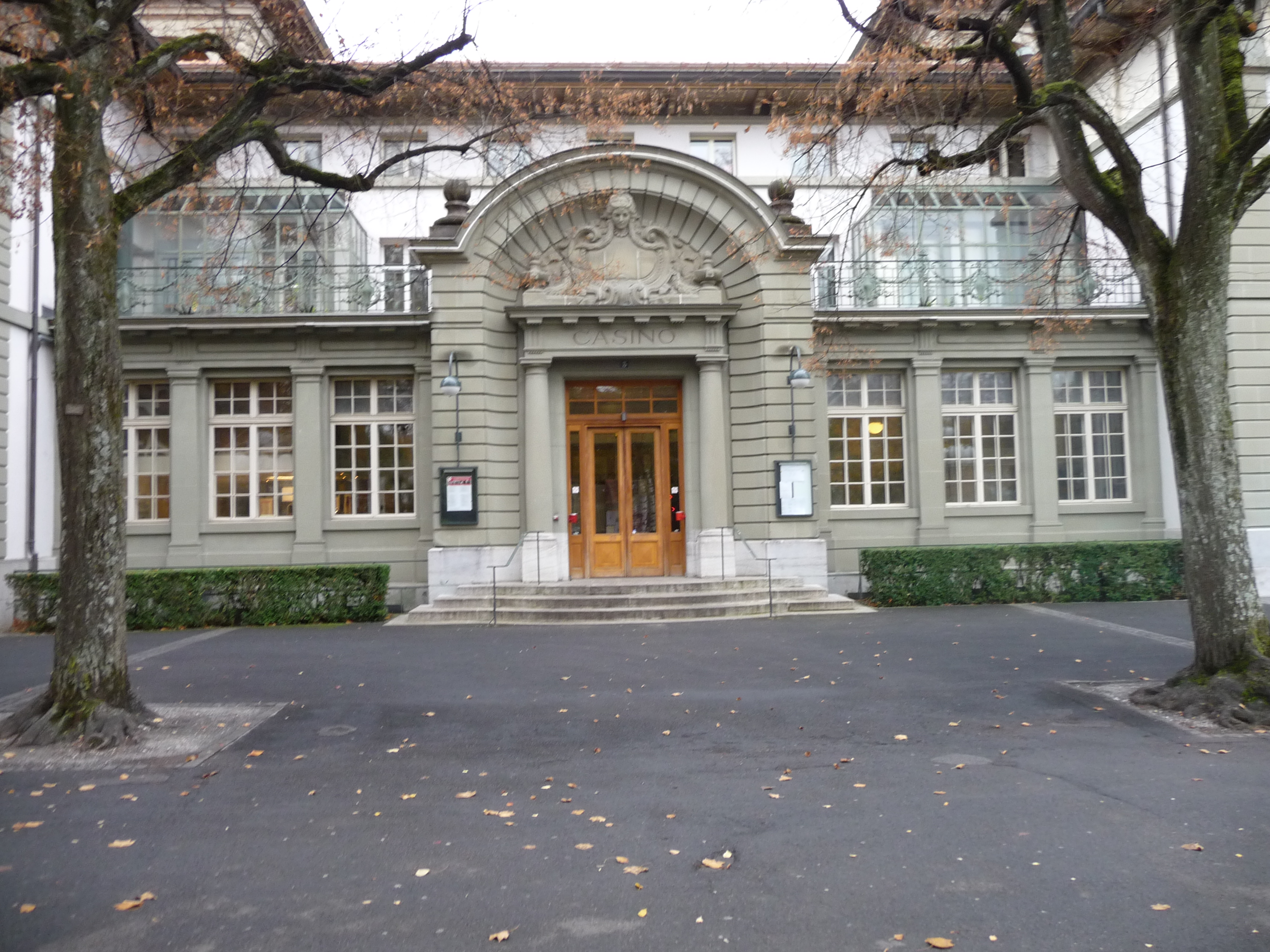
カジノデモンベノン

シネマテーク・スイス（La Cinémathèque suisse）は、公共事業を目的とした私立基金（fondation privée）であり、所在地はスイスのヴォー州ローザンヌ、2/3を公的資金でまかなわれている。

## 目的
- 映画起源であるものならなんであっても対象としたフィルム・アーカイヴを収集し、保存すること。
- コレクションの発展、保護、修復、公開につとめること。
- 「国立博物館」と「映画研究センター」を設立すること。
- 公共事業に徹し、いかなる利益目的もねらいとしないこと。

## 略歴
- 1943年10月1日、「レ・ザルシーヴ・シネマトグラフィック・スイス（les Archives Cinématographiques Suisses、スイス映画アーカイヴ）」をバーゼル＝シュタット準州バーゼルに設立、しかし1948年4月、「過度に左翼的」と判断した責任者の意見を理由に、市当局は助成金をカットした。

- 1948年11月3日、ローザンヌのシネクラブの運営者クロード・エムリ（Claude Emery、1923年 - 1992年）とルネ・ファーヴル（René Favre、1923年 - 2003年）の主導により同基金はローザンヌへ移った。1949年5月、バーゼルからトラック2台で引越し。以来、基金はその決定的な名を名乗ることになる。1950年、ローザンヌ市からの最初の助成金を受ける。しかし当時、法的基盤はまだ不足していた。

- 1951年、フレディ・ビュアシュによる運営開始。

- 1966年、市内ベチュシーのコレージュの大聖堂ホールで、シネマテークの隔月上映開始。

- 1981年9月18日、同シネマテークは私立基金となり、2/3をローザンヌ市とヴォー州との連合で支えることとなった。

- 1981年、市内カジノ・ド・モンブノンに移転し、そこに2つの上映ホールを有する。

- 1991年、ヴォー州パンタス（Penthaz）に、パンタス収納センターを創設。

- 1996年、エルヴェ・デュモンが館長に就任。ビュアシュは退く。

- 2001年、チューリッヒにあるドキュメンタリー映画センター「ズーム（Zoom）」をそのコレクション全体（ドイツの3万部の新聞ファイルと7万5,000枚の写真）とともに買収した。

- 研究閲覧のためのサポート・ビデオへのフィルムの変換がシステム化する。また、イコノグラフィのデジタル・スキャンのプログラムが軌道にのった。

## 概要
ジャン＝リュック・ゴダール監督の短篇映画『フレディ・ビュアシュへの手紙』（1981年）で、当時の館長ビュアシュともども一躍有名になったシネマテークである。
古典映画の修復と世界配給も行っており、1996年にはイタリアのボローニャとミラノのシネマテーク（チネテカ）と共同でニノ・オクシリア（Nino Oxilia）監督の『サタンのラプソディ Rapsodia satanica』（55分、1915年）、2005年にはジェルメーヌ・デュラック（Germaine Dulac）監督の『微笑むブーデ夫人 La Souriante Madame Beudet』（38分、1923年）を手がけている。
2005年現在、7万本の映画、200万枚の写真、10万枚のカラースライドと9万枚ポスターのコレクションを保有する。

## 関連事項
- レ・ザミ・ド・ラ・シネマテーク・スイス（Les Amis de la Cinémathèque Suisse、LACS、「シネマテーク・スイス友の会」）、1996年12月設立。下記#外部リンク参照。

## 註
1. ↑  日本の「財団法人」のようなものと思われる。